# Crates de Tars
Crates de Tars (en grec antic Κράτης) fou un filòsof grec del segle ii aC. Diògenes Laerci diu expressament que era una persona diferent a Crates d'Atenes, amb qui se'l confonia sovint.